# Liste des évêques de Salt Lake City
Cette page présente la liste des évêques de Salt Lake City
Le vicariat apostolique de l'Utah est créé en 1887, par détachement de l'archidiocèse de San Francisco.
Il est érigé en diocèse et change de dénomination le 27 janvier 1891 pour devenir le diocèse de Salt Lake. Il est à nouveau rebaptisé le 31 mars 1951 pour devenir le diocèse de Salt Lake City (Dioecesis Civitatis Lacus Salsi).

## Vicaire apostolique
- 23 novembre 1886-27 janvier 1891 : Lawrence Scanlan, vicaire apostolique de l'Utah.

## Évêques
- 27 janvier 1891-† 10 mai 1915 : Lawrence Scanlan, promu évêque de Salt Lake.
- 1er juin 1915-† 26 janvier 1926 : Joseph Glass (Joseph Sarsfield Glass), évêque de Salt Lake.
- 21 juin 1926-29 janvier 1932 : John Mitty (John Joseph Mitty), évêque de Salt Lake.
- 1er juillet 1932-31 juillet 1937 : James Kearney (James Edward Kearney), évêque de Salt Lake.
- 6 août 1937-† 31 mars 1960 : Duane Hunt (Duane Garrison Hunt), évêque de Salt Lake, puis de Salt Lake City (31 mars 1951).
- 31 mars 1960-22 avril 1980 : Joseph Federal (Joseph Lennox Federal)
- 9 septembre 1980-30 novembre 1993 : William Weigand (William Kenneth Weigand)
- 3 novembre 1994-15 décembre 2005 : George Niederauer (George Hugh Niederauer)
- 15 décembre 2005-8 janvier 2007 : siège vacant
- 8 janvier 2007 - 27 avril 2015[1] : John Wester (John Charles Wester), transféré à Santa Fe
- 27 avril 2015 - 10 janvier 2017 : siège vacant
- depuis le 10 janvier 2017 : Oscar Solis (en) (Oscar Azarcon Solis)[2]

## Source
- (en) Fiche du diocèse, Catholic-hierarchy